# Николо Пичинино
Николо Пичинино (на италиански: Niccolò (Nicola) Piccinino; * ок. 1380 в Перуджа; † 15 октомври 1444 в Милано) е италиански кондотиер.
Той е син на месар и започва военната си кариера на тринадесет години на служба при Брачио да Монтоне, който по това време води самостоятелно война против Перуджа. Служи за кратко на Република Флоренция и през 1425 г. отива на служба при Филипо Мария Висконти, херцога на Милано, и заедно с Николо Фортебрачо се бие против съюза на папа Евгений IV, Венеция и Флоренция.
Той побеждава папската войска през 1434 г. при Кастел Болонезе. Води походи против Сфорца и чрез предателство превзема градове в Романя. През 1439 г. се бие в Ломбардия на служба на Венеция против Сфорца.
През 1440 г. е победен в битката при Ангиари. В Ломбардия той побеждава Сфорца в Мартиненго и иска за освобождението му от Висконти владението на Пиаченца. Той е извикан в Милано. В негово отсъствие войската му е победена и малко след това той умира на 15 октомври 1444 г. в Милано.
Пичинино е дребен на ръст, сакат и с лошо здраве, въпреки това много смел и находчив. 
Пичинино има двама сина, Якопо (Джакомо, † 1465) и Франческо († 1449), които са отлични кондотиери. Франческо е привърженик на Франческо Сфорца, Джакомо се бие в долноиталианските походи.